# دوايت إدليمان
دوايت إدليمان (بالإنجليزية: Dwight Eddleman)‏ مواليد 27 ديسمبر 1922 في سينتراليا - الوفاة 01 أغسطس 2001، كان لاعب كرة سلة أمريكي بدأ مسيرته الاحترافية في سنة 1949 وحمل الرقم 11 و18 و12. بلغ طوله 6 قدم 3 بوصة (1.9 م). شارك في مسابقة كرة السلة في الألعاب الأولمبية الصيفية. اعتزل اللعب في 1953.

## فرق لعب لها
- أتلانتا هوكس
- ديترويت بيستونز

## روابط خارجية
- دوايت إدليمان على موقع إن بي أي (الإنجليزية)
- دوايت إدليمان على موقع سبورتس رفرنس (الإنجليزية)
- دوايت إدليمان على موقع كلية كرة السلة في سبورتس رفرنس.كوم (الإنجليزية)
- دوايت إدليمان على موقع ريلجم (الإنجليزية)
- دوايت إدليمان على موقع بروبوليرز (الإنجليزية)
- دوايت إدليمان على موقع أوليمبيديا (الإنجليزية)